# Ghana aux Jeux du Commonwealth
Le Ghana participe aux Jeux du Commonwealth depuis les Jeux de 1954 à Vancouver. Les Ghanéens ont remporté à ce jour cinquante-sept médailles, dont quinze en or. La quasi-totalité de ces médailles ont été obtenues aux épreuves de boxe et d'athlétisme, excepté une médaille d'or en haltérophilie en 2006 (Majeti Fetrie, 77 kg hommes) et une de bronze en judo en 2014 (Razak Abugiri, - de 60 kg hommes).

## Médailles
Résultats par Jeux :
| Année | Médaille d'or | Médaille d'argent | Médaille de bronze | Total   |
| ----- | ------------- | ----------------- | ------------------ | ------- |
| 1954  | 0             | 0                 | 0                  | 0       |
| 1958  | 0             | 0                 | 1                  | 1       |
| 1962  | 3             | 5                 | 1                  | 9       |
| 1966  | 5             | 2                 | 2                  | 9       |
| 1970  | 2             | 3                 | 2                  | 7       |
| 1974  | 1             | 3                 | 5                  | 9       |
| 1978  | 1             | 1                 | 1                  | 3       |
| 1982  | 0             | 0                 | 0                  | 0       |
| 1986  | boycott       | boycott           | boycott            | boycott |
| 1990  | 0             | 2                 | 0                  | 2       |
| 1994  | 0             | 0                 | 2                  | 2       |
| 1998  | 1             | 1                 | 3                  | 5       |
| 2002  | 0             | 0                 | 1                  | 1       |
| 2006  | 2             | 0                 | 1                  | 3       |
| 2010  | 0             | 1                 | 3                  | 4       |
| 2014  | 0             | 0                 | 2                  | 2       |
| Total | 15            | 18                | 24                 | 57      |